# Golden Shower of Hits
Golden Shower of Hits è il terzo album dei Circle Jerks, pubblicato nel 1983.

## Tracce
1. In Your Eyes – 0:41
2. Parade of the Horribles – 1:30
3. Under the Gun – 2:56
4. When the Shit Hits the Fan – 2:34
5. Bad Words – 1:43
6. Red Blanket Room – 1:32
7. High Price on Our Heads – 2:52
8. Coup D'Etat – 1:59
9. Product of My Environment – 1:46
10. Rats of Reality – 3:19
11. Junk Mail – 1:20
12. Golden Shower of Hits (Jerks on 45) – 5:12

## Formazione
- Keith Morris - voce
- Greg Hetson - chitarra
- Roger Rogerson - basso
- Lucky Lehrer - batteria